# Peltigera
Genre
Peltigera est un genre de lichens.

## Liste d'espèces
Selon ITIS :
- Peltigera aphthosa pousse dans les zones humides en bordure de chemin ; sa couleur varie du vert – lorsqu’elle a suffisamment d’eau – au bleu lorsqu’elle est desséchée
- Peltigera britannica (Gyeln.) Holt.-Hartw. et Tønsberg
- Peltigera canina
- Peltigera collina (Ach.) Schrad.
- Peltigera degenii Gyeln.
- Peltigera didactyla (Nyl. ex Vain.) Goffinet et Hastings
- Peltigera elisabethae Gyeln.
- Peltigera erumpens (Taylor) Elenkin
- Peltigera evansiana
- Peltigera hymenina
- Peltigera horizontalis (Huds.) Baumg.
- Peltigera kristinssonii Vitik.
- Peltigera latucifolia (With.) J.R. Laundon
- Peltigera lepidophora (Nyl.) Bitter
- Peltigera leucophlebia (Nyl.) Gyeln.
- Peltigera malacea (Ach.) Funck
- Peltigera membranacea (Ach.) Nyl.
- Peltigera neckeri Hepp
- Peltigera neopolydactyla (Gyeln.) Gyeln.
- Peltigera pacifica Vitik.
- Peltigera polydactyla (Neck.) Hoffm.
- Peltigera ponojensis Gyeln.
- Peltigera praetextata (Flörke ex Sommerf.) Zopf
- Peltigera retifoveata Vitik.
- Peltigera rufescens (Weiss) Humb.
- Peltigera scabrosa Th. Fr.
- Peltigera spuria (Ach.) DC.
- Peltigera venosa (L.) Hoffm.